# Catedral Metodista de Porto Alegre
A Catedral Metodista é um prédio histórico de Porto Alegre, capital do estado brasileiro do  Rio Grande do Sul. Construída a partir de 1907 e terminada em 1914, a presente Catedral sucedeu uma capela fundada em 1885 pela primeira missão metodista oficial no estado, liderada por João da Costa Correa. Atualmente é a sede episcopal da 2ª Região Eclesiástica da Igreja Metodista do Brasil.

## História
A doutrina metodista chegou ao Brasil em 1835 com o missionário norte-americano Fountain Elliot Pitts, e começou sua consolidação no ano seguinte com a chegada do missionário Justin Spauling, fundador da primeira escola metodista do Brasil no Rio de Janeiro. Contudo, esta missão encerrou em 1841, sendo reativada somente a partir de 1867, e transformada em missão permanente em 1871. Nesta época os metodistas se viram favorecidos pela boa reputação das instituições e dos valores dos Estados Unidos entre a elite brasileira, e pela associação dos metodistas com a influente maçonaria.
Em 21 de março de 1885 o missionário brasileiro radicado no Uruguai João da Costa Correa, vinculado à Sociedade Bíblica uruguaia, foi incumbido pela Igreja Metodista Episcopal do Sul dos Estados Unidos de divulgar a corrente sulista no estado do Rio Grande do Sul. Ele já havia feito visitas esporádicas ao estado para a pregação bíblica, e teve apoio do missionário John James Ransom, radicado no Rio de Janeiro, que visitara o Rio Grande em 1877 e se impressionara com o trabalho desenvolvido por Correa.
Correa se fixou em Porto Alegre, entendendo a cidade como o natural centro irradiador de futuras missões pelo interior. Trazia consigo a esposa Maria Rojas, a filha Ponciana e a professora Carmen Chacon. Em 27 de setembro de 1885 foi fundada oficialmente a Congregação Metodista no Rio Grande do Sul com uma capela na Rua Dr. Flores 91, considerada o berço do metodismo no estado. Ao mesmo tempo, havendo a preocupação com a educação das mulheres e dos pobres, Correa e Chacon fundaram a primeira escola do movimento, o Colégio Evangélico Misto nº 1, obra pioneira do Metodismo no campo educacional, que teria muitas ramificações posteriores.
Em 1907 foi adquirido um terreno localizado à Rua Duque de Caxias 1676, esquina com a Rua Jerônimo Coelho, onde foi iniciada a construção de uma nova sede para a igreja, o presente edifício, terminado em 1914 e consagrado em 5 de setembro de 1915. Na época era conhecida como Igreja Metodista Central. Em 1953 seu interior foi reformado, rebaixando o teto, instalado um apainelado em madeira, e dando-lhe um aspecto de linha moderna. Parte dessa reforma foi revertida mais tarde. Em 2009 a Igreja Central foi elevada à categoria de Catedral, tornando-se a sede do bispo da 2ª Região Eclesiástica da Igreja Metodista do Brasil, sendo reconsagrada em 26 de setembro de 2010.
Neste ano foi homenageada na Câmara Municipal pelos seus 125 anos de fundação. Também recebeu homenagem da Assembleia Legislativa do estado, quando o deputado Luciano Azevedo enfatizou o importante papel educativo do movimento metodista: "O Metodismo tem forte influência na formação educacional de jovens provenientes de todos os cantos do nosso Estado e também contribuiu para a formação de personalidades de destaque na nossa sociedade".

## O edifício

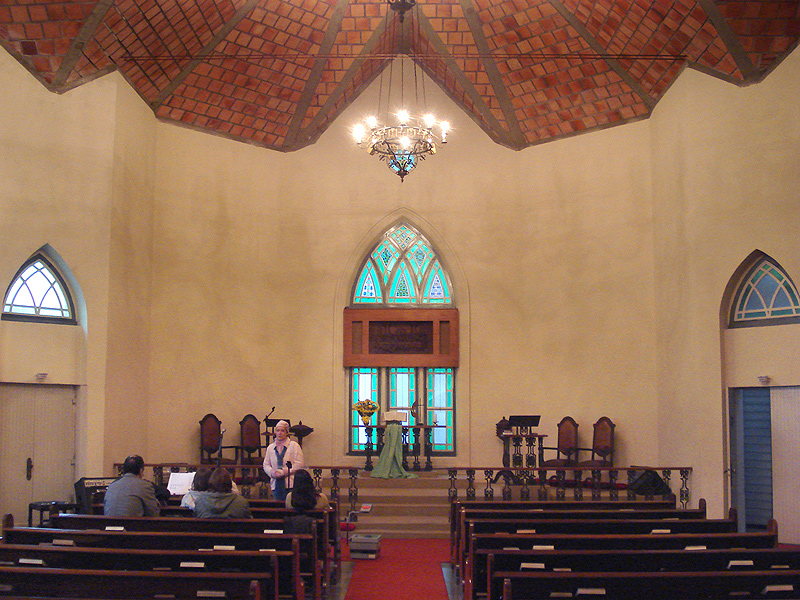
Interior

Seu estilo é um neogótico bastante austero, de influência norte-americana, uma estética favorita para as igrejas metodistas do Brasil. Tem planta de simetria radial e desenho poligonal, com uma torre quadrangular anexa. Construída sobre um embasamento elevado, no primeiro piso chamam a atenção as grandes janelas ogivais decoradas com vitrais sem imagens, as maiores com pequenos óculos acima. A entrada se dá por uma escadaria que conduz à base da torre, onde se abre a porta de acesso. 
A torre sineira se eleva em três níveis: junto à base fica a entrada do templo, acima existem quatro óculos redondos, e por fim o último nível apresenta aberturas duplas em arco de ogiva, sem fechamento, e coroa a torre um coruchéu simples prismático com uma cruz no topo.
O interior é dividido em um pequeno átrio, que através de um largo vão envidraçado conduz diretamente à nave, que é totalmente despojada de adornos salvo os vitrais nas janelas e um lustre central simples. O teto é uma cúpula prismática com um forro de tijolos quadrados aparentes e um vigamento de concreto. Bancadas para a congregação e um pequeno altar para o Livro Sagrado, sobre um embasamento um pouco elevado do chão da nave, completam o recinto.

## Ramificações educativas

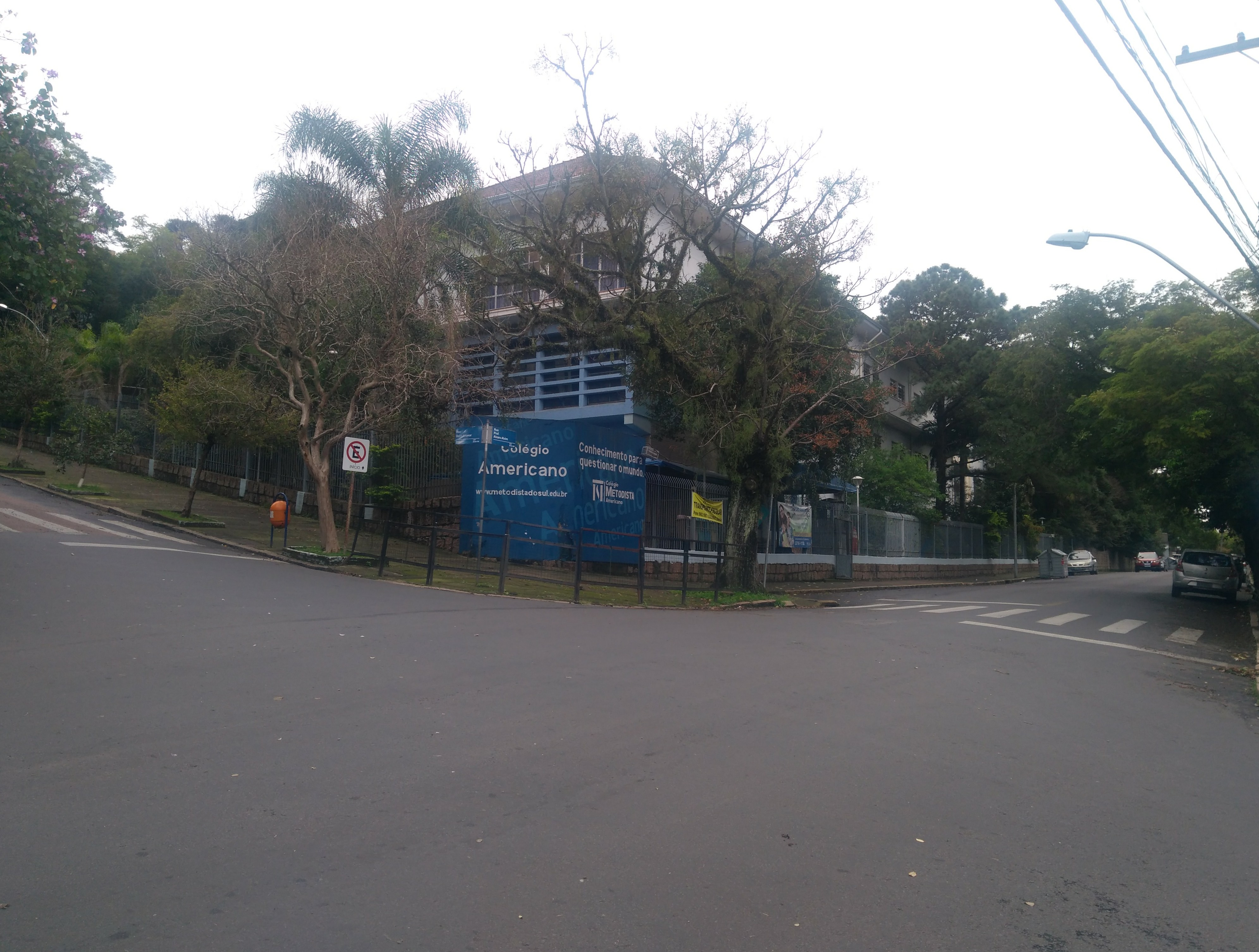
O Colégio Americano

O missionarismo metodista no Brasil desde o início esteve intimamente associado a um projeto educativo. Segundo Mesquita, a ideia era "reformar a Igreja e a Nação pelo ensino, por meio da construção de capelas que serão escolas e escolas que serão capelas". Com efeito, a igreja de Porto Alegre foi aparelhada de modo a transformar o espaço em sala de aula quando necessário. O fundador do metodismo, John Wesley, acreditava que as pessoas letradas teriam mais possibilidade de alcançar a liberdade e a autonomia para construir um mundo melhor.
Além disso, tratou-se de fundar um colégio separado na cidade, o Colégio Misto nº 1, fundado em 19 de outubro de 1885 e ainda ativo com o nome de Colégio Metodista Americano, com o propósito de oferecer uma educação diferenciada, enfatizando as artes, a cultura e o esporte. No segundo ano de funcionamento o colégio já tinha 187 alunos matriculados, e até 1905 outras três escolas haviam sido fundadas. O Colégio Americano se tornou uma referência no ensino pelos seus métodos educativos avançados.
Uma outra instituição educativa foi o Porto Alegre College, criado em 1923 pelo bispo norte-americano John Moore e instalado em um sobrado na esquina das ruas Marechal Floriano e Salgado Filho, no ano seguinte transferido para sua atual localização no bairro Rio Branco. Com o passar dos anos o College foi sendo ampliado com novos edifícios e equipamentos, adquirindo em 1971 a qualificação de instituição de ensino superior especializada em Educação Física, então chamada Escola Superior de Educação Física, que também foi reconhecida como uma instituição de referência, mais tarde diversificando seus cursos para as áreas de saúde e administração e sendo reorganizada como Centro Universitário Metodista.